# Referendum v Bělorusku 1995
Referendum v Bělorusku v roce 1995 bylo první referendum konané v nezávislém Bělorusku. Proběhlo 14. května 1995. Obsahovalo čtyři otázky, které se týkaly ekonomické integrace s Ruskem (1), rovnosti ruštiny s běloruštinou (2), zavedení nové vlajky a státního znaku (3) a změn ústavy, které by umožňovaly předčasné volby, pokud parlament poruší Ústavu (4). Podle oficiálních výsledků byly všechny čtyři otázky schváleny nejméně třemi čtvrtinami hlasů, přičemž volební účast dosáhla 64,8 %.
Dle stanoviska OBSE byly v průběhu voleb porušeny mezinárodní standardy.[zdroj⁠?!]

## Pozadí
Prezident Alexandr Lukašenko se pokusil uspořádat podobné referendum o státních symbolech již v roce 1993, ale nepodařilo se mu získat podporu parlamentu. Dva měsíce před referendem v roce 1995 předložil osobně návrh vlajky, která se skládala ze dvou zelených pruhů a jednoho širokého červeného pruhu. O něco později byly předloženy nové návrhy, které se nakonec dostaly do referenda a uspěly v něm.

Starý státní znak (Pahoňa)
Navrhovaný státní znak

Stará vlajka
Navrhovaná vlajka

## Výsledky

### Status ruštiny
| „ | Souhlasíte s udělením stejného statutu, jaký má běloruština, ruštině? | “ |

| Možnost                             | Počet hlasů | %    |
| ----------------------------------- | ----------- | ---- |
| Pro                                 | 4 017 273   | 86,8 |
| Proti                               | 613 516     | 13,2 |
| Neplatné / prázdné hlasovací lístky | 192 693     | -    |
| Celkem                              | 4 823 482   | 100  |

### Integrace s Ruskem
| „ | Souhlasíte s kroky prezidenta, které jsou zaměřeny na ekonomickou integraci s Ruskem? | “ |

| Možnost                             | Počet hlasů | %    |
| ----------------------------------- | ----------- | ---- |
| Pro                                 | 3 622 851   | 78,6 |
| Proti                               | 988 839     | 21,4 |
| Neplatné / prázdné hlasovací lístky | 211 792     | -    |
| Celkem                              | 4 823 482   | 100  |

### Státní symboly
| „ | Souhlasíte s návrhem na zavedení nové státní vlajky a státního znaku? | “ |

| Možnost                             | Počet hlasů | %    |
| ----------------------------------- | ----------- | ---- |
| Pro                                 | 4 020 001   | 87,0 |
| Proti                               | 602 144     | 13,0 |
| Neplatné / prázdné hlasovací lístky | 201 337     | -    |
| Celkem                              | 4 823 482   | 100  |

### Rozpuštění parlamentu
| „ | Souhlasíte s nutností zavést změny v Ústavě Běloruské republiky, které umožní předčasné rozpuštění Nejvyššího sovětu prezidentem v případě systematického nebo hrubého porušení Ústavy? | “ |

| Možnost                             | Počet hlasů | %    |
| ----------------------------------- | ----------- | ---- |
| Pro                                 | 3 749 266   | 81,4 |
| Proti                               | 857 485     | 18,6 |
| Neplatné / prázdné hlasovací lístky | 216 731     | -    |
| Celkem                              | 4 823 482   | 100  |

## Dohra
Dekrety o nové státní vlajce a státním znaku podepsal běloruský prezident 7. července 1995. Ruština se stala druhým úředním jazykem Běloruska a její dominantní pozice vůči běloruštině (jazyku menšiny obyvatel Běloruska) se tím ještě více upevnila.